# Svenska cupen i fotboll 1996/1997
Svenska cupen i fotboll 1996/1997 var den 42:a upplagan av svenska cupen. Turneringen avslutades den 29 maj 1997 med finalen på Ryavallen i Borås. AIK vann 2–1 mot IF Elfsborg inför 9 547 åskådare.  Gruppmatcher som infördes i föregående års tävling övergavs och Division 4-klubbar deltog återigen i tävlingen i stort antal.

## Femte omgången
De 8 matcherna i denna omgång spelades mellan 10 april och 24 april 1997. 
| Match | Hemmalag           | Resultat     | Bortalag           | Publik |
| ----- | ------------------ | ------------ | ------------------ | ------ |
| 1     | Kalmar FF (D1)     | 0–1          | IF Elfsborg (D1)   | 423    |
| 2     | AIK (A)            | 3–0          | IFK Norrköping (A) | 2 244  |
| 3     | IFK Karlshamn (D2) | 1–7          | Hammarby IF (D1)   | 1 200  |
| 4     | Örgryte IS (A)     | 2–0          | Mjällby AIF (D1)   | 331    |
| 5     | Kalmar AIK (D2)    | 3–2 (gg)     | BK Häcken (D1)     | 221    |
| 6     | Gefle IF (D1)      | 0–0 (p. 4–2) | IFK Göteborg (A)   | 4 726  |
| 7     | Umeå FC (A)        | 0–0 (p. 3–5) | Örebro SK (A)      | 1 514  |
| 8     | Spårvägens FF (D1) | 0–0 (p. 4–5) | Motala AIF (D1)    | 38     |

## Kvartsfinal
De fyra matcherna i denna omgång spelades den 8 maj 1997. 
| Match | Hemmalag         | Resultat | Bortalag        | Publik |
| ----- | ---------------- | -------- | --------------- | ------ |
| 1     | Hammarby IF (D1) | 0–2      | AIK (A)         | 8 543  |
| 2     | Gefle IF (D1)    | 2–1      | Örebro SK (A)   | 3 512  |
| 3     | Kalmar AIK (D2)  | 1–6      | Örgryte IS (A)  | 815    |
| 4     | IF Elfsborg (D1) | 2–0      | Motala AIF (D1) | 971    |

## Semifinaler
Semifinalerna spelades den 15 maj 1997. 
| Match | Hemmalag         | Resultat     | Bortalag      | Publik |
| ----- | ---------------- | ------------ | ------------- | ------ |
| 1     | Örgryte IS (A)   | 0–0 (p. 5–6) | AIK (A)       | 1 215  |
| 2     | IF Elfsborg (D1) | 3–0          | Gefle IF (D1) | 1 510  |

## Final
|       | 29 maj 1997 | IF Elfsborg (D1)        | 1 – 2               | AIK (A)                                   | Ryavallen                                 |                                           |
| 19:00 | 19:00       | Anders Thorstensson 50′ | (0 – 0) aikstats.se | 69′ Thomas Lagerlöf 74′ Nebojša Novaković | Borås Publik: 9 547 Domare: Morgan Norman | Borås Publik: 9 547 Domare: Morgan Norman |
| 19:00 | 19:00       |                         |                     |                                           | Borås Publik: 9 547 Domare: Morgan Norman | Borås Publik: 9 547 Domare: Morgan Norman |
| 19:00 | 19:00       |                         |                     |                                           | Borås Publik: 9 547 Domare: Morgan Norman | Borås Publik: 9 547 Domare: Morgan Norman |